# 33826 Kevynadams
33826 Kevynadams è un asteroide della fascia principale. Scoperto nel 2000, presenta un'orbita caratterizzata da un semiasse maggiore pari a 2,3152161 au e da un'eccentricità di 0,1200746, inclinata di 6,62514° rispetto all'eclittica.